# 판토텐산
판토텐산(영어: pantothenic acid)은 비타민 B 복합체에 속하는 물질로 판토스(Pantos)은 그리스어로 '모든 곳으로부터'라는 뜻이다. B5라고도 불리며 동식물에서 극히 미량이지만 광범위하게 분포하기 때문에 거의 모든 식품에 함유되어 있다.

## 판토텐산의 특징 및 기능
판토텐산은 피부와 머리카락을 구성하는 콜라겐을 만드는데 필수적인 물질이고, 지질을 분해하여 유분기있는 피부를 방지하기 때문에 깨끗한 피부와 건강한 머릿결을 만드는데 도움을 준다. 인간이 스트레스를 느낄 때에 만들어지는 부신 피질 호르몬의 합성을 판토텐산이 돕기 때문에 스트레스 완화에 도움이 되어 비타민 C와 함께 항스트레스 비타민이라고 불린다. 또, 판토텐산에서 생성된 코엔자임 A(CoA)는 제초제, 농약 등 유해 물질에 대한 해독 작용을 하며 비타민 B6, 엽산(folate 또는 folacin)과 협력하여, 면역 능력을 높이기 위한 단백질 생성한다.

## 하루 필요량과 함유 음식물
20-49세 성인의 1일 충분섭취량은 5mg이다. 효모, 간장, 계란, 표고버섯, 소 간, 고추, 녹차, 완두콩, 브로콜리, 송이버섯, 장어, 난황, 현미, 대두, 마늘, 연어, 전복 등 거의 모든 식품에 함유되어 있다.

## 판토텐산의 결핍과 남용에 따른 문제
판토텐산은 대부분의 식품에 함유 되어 있어 정상적인 식생활 시 결핍증이 나타나지 않지만 불균형한 식생활을 하는 알코올 중독자에서 결핍증이 나타날 수 있다. 판토텐산이 부족하면 성장정지·체중감소 , 피부염, 신경계 변성(變性),항체생산의 저하, 부신피질 기능저하 등의 증상이 나타난다.아직까지 과잉증은 발견되지 않았다만, 대머리 증후군이 민간으로부터 보고되고 있다..

## 같이 보기
- 조효소 A